# Marita Skogum
Anngerd Marita Skogum, född 3 januari 1961 i Berghems socken, är en svensk orienterare och ledare inom orientering. Hon har vunnit sex VM-guld inom sporten, samt åtta SM-guld och två JSM-guld.

## Biografi

### Bakgrund
Skogum växte upp i Berghem, strax söder om Skene, i södra Västergötland. Hon växte upp i en familj där alla orienterade. 
Under ungdomsåren, och även senare under sin elitkarriär, tävlade hon för Skene Sim- och Idrottssällskap (Skene SoIS). Under de åren den aktiva karriären var på topp tävlade hon för Hestra IF.
Hon spelade även basket för Sätila BBK i elitserien och var med och vann ett SM-brons.

### Karriären som aktiv
Under karriären som elitorienterare vann hon sex VM-guld och sammanlagt tio VM-medaljer, mellan 1983 och 1993. Dessutom tog hon sex medaljer (varav fyra guld) i öppna nordiska mästerskapen samt åtta SM-guld och två JSM-guld. 
Efter VM 1993 slutade Marita Skogum sin elitsatsning.

### Senare år
Inför 2000 utsågs Skogum till förbundskapten för det svenska damjuniorlandslaget, som hon hjälpte till JVM-guld två år i rad. Två år senare blev hon förbundskapten i det svenska damseniorlandslaget (hon tillträdde i tjänsten 1 januari 2002). Skogum var 2004 nominerad som årets tränare till Svenska Idrottsgalan efter framgångarna på VM 2004.
År 2006 fick hon ansvar även för herrseniorlandslaget. Skogum slutade som förbundskapten i december 2010, i samband med en omorganisation i landslagsledningen.
Hon deltog 2019 i tävlingsprogrammet Mästarnas mästare, där hon slutade på fjärde plats i konkurrens med bland andra Anders Södergren, Carolina Klüft och Kjell Isaksson.

### Andra aktiviteter
Marita Skogum är (2019) fortfarande bosatt i Berghem, där hon tidigare arbetat som gymnastiklärare. Hon håller numera kurser i kommunikologi och vägleder enskilda personer, grupper, företag och organisationer i förändrings- och utvecklingsprocesser.

## Utmärkelser
Både 1989 och 1993 utsågs hon av Aftonbladet och Riksidrottsförbundet till Årets Idrottskvinna. Hon har fått BT-plaketten fem gånger: 1983, 1988, 1989, 1992 och 1993. Hon utsågs till årets orienterare 1989, 1992 och 1993.